# Borowce (obwód miński)
Borowce (biał. Бараўцы, ros. Баровцы) – wieś na Białorusi, w obwodzie mińskim, w rejonie wilejskim, w sielsowiecie Narocz.
Dawniej używana nazwa – Barowce.

## Historia
W czasach zaborów wieś w powiecie wilejskim, w guberni wileńskiej Imperium Rosyjskiego. W 1866 roku liczyła 541 mieszkańców (205 dusz rewizyjnych) w 54 domach, należała do dóbr skarbowych Urzecze.
W latach 1921–1945 wieś leżała w Polsce, w województwie wileńskim, w powiecie wilejskim, w gminie Kołowicze (do 1929 gmina Wilejka).
Według Powszechnego Spisu Ludności z 1921 roku zamieszkiwało tu 821 osób, 2 były wyznania rzymskokatolickiego a 819 prawosławnego. Jednocześnie 818 mieszkańców zadeklarowało białoruską a 3 rosyjską przynależność narodową. Były tu 142 budynki mieszkalne. W 1931 w 154 domach zamieszkiwało 817 osób.
Wierni należeli do parafii rzymskokatolickiej i prawosławnej w Wilejce. Miejscowość podlegała pod Sąd Grodzki w Wilejce i Okręgowy w Wilnie; właściwy urząd pocztowy mieścił się w Wilejce.
W wyniku napaści ZSRR na Polskę we wrześniu 1939 miejscowość znalazła się pod okupacją sowiecką. 2 listopada została włączona do Białoruskiej SRR. Od czerwca 1941 roku pod okupacją niemiecką. W 1944 miejscowość została ponownie zajęta przez wojska sowieckie i włączona do Białoruskiej SRR.
Od 1991 roku w składzie niepodległej Białorusi.